# トランパス (交通プリペイドカード)
トランパスは、名古屋市交通局・名古屋鉄道など、名古屋圏の鉄道・バス事業者で共通利用されていた磁気記録式乗車カードシステムの名称である。
トランパスとは、英語の「Transport」（交通機関）や「Transfer」（乗り換える）の接頭辞であるTransと、Pass（通る）を組み合わせた造語である。
トランパスの後継として、非接触式ICカード乗車券manacaが2011年2月11日に導入された。これに伴いトランパス対応カードは、2011年2月10日に発売終了し、翌年2012年2月29日に利用終了となった。

## 利用可能な交通事業者
以下の事業者の路線で利用可能であった。
| 事業者名           | 利用可能路線                 | カードの名称                 | 備考                                                                                 |
| ------------------ | ---------------------------- | ---------------------------- | ------------------------------------------------------------------------------------ |
| 名古屋鉄道         | 一部を除く全線               | SFパノラマカード             | 以下を除く - 蒲郡線（吉良吉田駅を除く） - 広見線（明智駅 - 御嵩駅間） - 尾西線弥富駅 |
| 名鉄バス           | 一部を除く全線               | SFパノラマカード             | 以下を除く - 高速バス(都市間高速バス以外） - 空港特急バス - コミュニティバス         |
| 名鉄東部交通       | 西尾営業所管内の自社路線のみ | SFパノラマカード             |                                                                                      |
| 名鉄バス東部       | 一部を除く全線               | SFパノラマカード             | 蒲郡営業所管内の路線を除く                                                           |
| 名古屋市交通局     | 全線（市営地下鉄・市営バス） | バス・地下鉄共通大人用ユリカ |                                                                                      |
| 名古屋臨海高速鉄道 | 全線（あおなみ線）           | あおなみカード               |                                                                                      |
| 愛知高速交通       | 全線（リニモ）               | SFパノラマカード             | カードの図柄はオリジナル                                                             |

- 過去の利用可能区間については過去の利用可能線区を参照。
- 導入過度期の名鉄では、利用可能駅が「歯抜け」になることが多かった。この場合でも、乗車駅と降車駅が共に利用可能駅なら利用することができた。
- 名古屋市内に乗り入れている鉄道会社であっても、東海旅客鉄道（JR東海）や近畿日本鉄道（近鉄）などは、トランパスに加盟していないので1枚のカードで乗り継ぐことはできなかった。その後導入したmanacaは他社との相互利用ができるので、この問題点は解消された。
- 名古屋ガイドウェイバスはトランパスに加盟していない。ただし、ユリカと名鉄昼間バスカードは使用できる。
- 名鉄東部交通は、名鉄バスが全線においてトランパス使用可能となった後に路線譲渡した西尾営業所が担当する路線のみ、トランパスが使用できる。
- 名鉄バス東部については、名鉄バスからの受託運行路線において、トランパスが使用できるが、旧サンライズバスから路線譲渡された蒲郡営業所が担当する路線では、名鉄バスカードも含め、トランパスは使用できない。

## 鉄道での利用方法
カードを自動改札機に直接投入して入・出場する。入場時に入場情報を書き込み、出場時に乗車した区間の運賃を精算する。また、名鉄⇔地下鉄の間を直通列車などで移動する場合も、出場時に名鉄・地下鉄の乗車区間の運賃を一度に引き落とす。ただし、カード残額がその隣の駅までの最低運賃に満たないと入場できない。なお、出場の際に経路が複数存在する場合は、社局間を跨いだ場合も含めて改札を出ることなく運賃が一番安くなる経路を用いて精算される。
自動券売機での乗車券購入や、自動精算機での乗り越し精算にも利用できる。ただし、複数人や子供が利用する場合やトランパス非対応駅で出場する場合は、あらかじめ自動券売機で乗車券と引き換え、乗車券で入場する必要がある。
なお、名鉄においては自動改札機・自動券売機・自動精算機および精算窓口における運賃の支払いのみに使用できる。例えば、入場券・回数券・ミューチケットは自動券売機および発券窓口双方に於いて現金にて購入する必要があるほか、発券窓口に於いて乗車券を購入する際にもトランパスは使用できない。
名鉄・名古屋市営地下鉄・リニモの自動改札機は2枚以上のカード・乗車券類の一括投入に対応しておらず、重ねて投入すると「枚数超過」となり通過することができず、必ず自動精算機で精算する必要がある。ただし、あおなみ線の自動改札機はカード・乗車券類の2枚一括投入が可能である。また、名古屋駅のJR東海線⇔あおなみ線、金山駅のJR東海線⇔名鉄線の連絡改札口の自動改札機はJR東海の磁気乗車券との2枚投入に対応しているため、TOICA・Suica・ICOCAとトランパスとの同時処理が可能である。
有人駅であれば窓口でも乗り越し精算が可能である。名鉄の場合、終日有人駅の中には自動精算機を設置していない駅があり、この場合には必然的に窓口での精算となる。
カード裏面には最大で43回まで乗降記録が印字される。内容は利用月日・利用時間・乗車駅・降車駅・乗継情報・残額である（参考）。44回以降の乗車記録については#特殊な取り扱いを参照のこと。

### キャンセル処理
トランパスで入場したが、トランパス非対応駅で出場するなど、カードを使用せずに出場する場合、カードの入場記録を消去する必要がある。これをキャンセル処理という。これは駅窓口にある端末で行うもので、改札口の駅員に申し出れば処理することができる。キャンセル処理をせずに、入場記録が残ったままだと次回からそのカードが使用できないので、必ず処理を受けなければならない。

### 名鉄線内の非対応区間での利用
名鉄には、広見線の明智駅 - 御嵩駅間の各駅、蒲郡線の三河鳥羽駅 - 蒲郡駅間の各駅、及び名鉄尾西線弥富駅は、トランパスに対応した設備が設置されておらず、トランパスの非対応区間となっている。非対応駅では、自動改札機でトランパスが利用できないだけでなく、乗車券を購入することもできない。
トランパスで入場したが、誤って非対応駅で下車してしまった場合、下車駅でトランパス対応カードによる精算をすることはできない。この場合、乗車した列車の車掌または降車駅の駅係員に、トランパス対応カードを提示し、現金で精算して、精算証明書を発行してもらう必要がある。後日、次回利用するまでに、その証明書と誤入場したトランパス対応カードを対応駅の改札窓口へ提示してキャンセル処理を受ける必要がある。

#### のりかえ改札口の経由
トランパス対応区間から、上記の非対応区間にまたがって利用する場合に、広見線新可児駅及び蒲郡線吉良吉田駅に、トランパスを利用のためののりかえ改札口が設置されている。のりかえ改札口を経由しなければ、非対応区間でトランパスを利用することはできない。
- 非対応駅で乗車し、対応駅で下車する場合
  - 乗車駅の自動券売機で、乗車券を購入する代わりに無料の乗車駅証明書を受け取って乗車し、「のりかえ改札口」では係員に乗車駅証明書とトランパスカードを提示する。乗車駅からの乗車記録（ただし、入場時刻は印字した時刻）が記録されたカードが乗客に返却されるので、下車駅では通常どおり自動改札機で出場する。
- 対応駅で乗車し、非対応駅で下車する場合
  - 乗車駅では通常どおり自動改札機で入場し、「のりかえ改札口」では係員に下車駅を申告してトランパスカードを提示する。その際、乗車駅から下車駅までの全区間の運賃の引き落とし処理が行われ、下車駅での下車記録が記録されたカードと、下車駅までの「SFカード精算済み証」（レシート状の用紙）が渡されるので、下車駅では「SFカード精算済み証」を駅員に渡して出場する。下車駅が無人駅の場合は、「SFカード精算済み証」を運転士もしくは車掌に渡すか運転室後ろの運賃箱（一部の駅には乗車券回収箱の設置がある）に投入する。
- 非対応駅で乗車し、対応区間を経由して、非対応駅で下車する場合
  - 2度「のりかえ改札口」を通ることになるが、同様に利用可能である。

この区間はmanacaも導入されておらず、manaca（交通系ICカード全国相互利用サービス）を使用する場合も同様の手続きを行う。

#### 名鉄弥富駅での利用
名鉄尾西線弥富駅から乗車する場合は、現金で目的地までの乗車券を購入するか、または現金で最低区間（隣の五ノ三駅まで190円）など途中の区間までの乗車券を購入して下車駅でトランパスで精算することになる。
トランパスで入場して弥富駅で下車する場合は、誤って非対応駅で下車してしまった場合と同様に、現金で精算し証明書を発行する取り扱いとなる。
なお、弥富駅はmanaca対応となったので、manacaで利用する場合は、この手間が解消されることになった。

### 名古屋駅での名鉄・近鉄間の乗換の場合
近鉄名古屋駅と名鉄名古屋駅との連絡改札口に設置されている自動改札機では、トランパスと近鉄線乗車券の2枚投入、または近鉄線対応ICカード（PiTaPa、ICOCA）との組み合わせにより乗り換えができる。近鉄のPiTaPa導入当初は磁気乗車券とのに対応しているだけでPiTaPa・ICOCAとトランパスとの同時処理はできなかったが、その後改良され、同時処理ができるようになった。

## バスでの利用方法
社・局により利用方法が異なる。

### 名鉄バス・名鉄東部交通
乗車時に乗車口にあるカード読み取り機にカードを通し（この時に整理券を取る必要はないので、読み取り機に整理券番号が表示される）、降車時に運賃箱のカード精算機にカードを通す（この時に乗車された区間の運賃が差し引かれる）。

### 名古屋市営バス
乗車時（基幹2号系統は降車時）に運賃箱のカード精算機にカードを通すと乗車運賃が差し引かれる。
ただし、高速1号系統（栄 - 森の里団地間）は高速道路を通行するために10円の加算運賃制度を導入しており、高速道路区間を利用しない場合は乗車時に運転士に申告しなければならない。同路線は大半の利用者が高速道路区間を通過するため、申告しないと高速道路区間前で降りる場合でも自動的に高速利用料金〈10円〉を加算した運賃が差し引かれてしまう。また、運転士に申し出ることで高速料金だけをカードから差し引くことも可能である。

## プレミアム
利用可能金額にプレミアムが付く。これにより回数乗車券の代替を目的としているため、名鉄以外の導入事業者では回数券を発売しなくなった。名古屋市交通局ではユリカの発売（1998年5月6日）と引き換えに回数券の発売を中止した（当時はトランパス発足前だった）が、名鉄は引き続き名鉄名古屋駅・金山駅を基点とした一部区間で回数券（割引きっぷ）を発売しているほか、通常の回数券・時差回数券および土休日回数券の発売も行っていた。名鉄は2012年2月29日の終列車を以て、これらの回数乗車券の発売および利用を終了した。
プレミアムの金額は下表の通りである。
| 発売金額 | 発売社局 | 発売社局 | 発売社局 | 利用可能 金額 | 払い戻し |
| 発売金額 | 名       | 市       | あ       | 利用可能 金額 | 払い戻し |
| -------- | -------- | -------- | -------- | ------------- | -------- |
| 500円    | ○        | ○        | ○        | 500円         | 不可     |
| 1,000円  | ○        | ○        | ○        | 1,000円       | 不可     |
| 2,000円  | ○        | ○        | ○        | 2,200円       | 可       |
| 3,000円  | ○        | ○        | ○        | 3,300円       | 可       |
| 5,000円  | ○        | ○        | ○        | 5,600円       | 可       |

- 凡例
  - 「名」：名鉄・名鉄バス・リニモ
  - 「市」：名古屋市営地下鉄（以下地下鉄）・市バス
  - 「あ」：あおなみ線
  - トランパス対応カードには券面表面に「トランパス」ロゴが印刷される
    - トランパス発足前に発行されたユリカにはロゴがないが、「トランパス」としてそのまま利用できる

  - 500円券は贈答・記念品用
  - 小人用ユリカはトランパスに対応していない（地下鉄・市バスと名鉄バス〈名鉄東部交通を含む〉のみ有効）

## 積み増し
トランパスは、各社・局規定の残高以下になった場合、自動券売機に現在使用中の対応カードを挿入して2,200円分（購入金額2,000円）・3,300円分（同3,000円）・5,600円分（同5,000円）のカードを購入すると今まで使用していたカードの残高を新たに購入したカードの残高に加算することができた。これを「積み増し」と言う。
但し、カードの新規発売停止と同じ2011年2月10日限りでサービス終了となっている。
積み増しが可能となる残高は下記の通りであった。
- 地下鉄各駅: 310円以下
- 名鉄線各駅: 690円以下（ただし5,600円分〈購入金額5,000円〉のカードに積み増しする場合は1,500円以下から可能）
- リニモ各駅: 500円以下

元のカードの残高は新しく購入するカードに引き継がれ、元のカードと新しく購入したカードの2枚が出てくる。なお、元のカードは回収されないので、誤って新たに購入したカードを捨ててしまわない様に注意が必要である。その際に元のカードの裏面最後に「増済」と印字され、残高が二重線で消される。対して新たに購入したカードの表面には「積増」印字がされ、元のカードの残額と購入したカードの利用可能額を合算した金額が裏面に印字される。
ただし、あおなみ線の各駅は自動改札機がカード2枚同時投入に対応しているため、自動券売機は積み増しに対応していない。このため、カードの残額が初乗り運賃に満たない場合、乗車駅では残額不足のカードと残額合計が初乗り運賃以上になる新たなカードの2枚を重ねて自動改札機に投入して入場し、降車駅では入場時に使用した2枚のカードを重ねて自動改札機に投入して出場する。なお、残額が0円になった元のカードは回収されない。これは他の共通カード（スルッとKANSAIなど）とは異なる使用方法である。

## 乗り継ぎ割引
| 乗車組み合わせ（順不同） | 乗車組み合わせ（順不同） | 割引額 |
| ------------------------ | ------------------------ | ------ |
| 名鉄電車                 | 名鉄バス                 | 80円   |
| 名鉄バス                 | 名鉄バス                 | 40円   |
| 地下鉄                   | 市バス                   | 80円   |
| 地下鉄                   | あおなみ線               | 80円   |
| あおなみ線               | 市バス                   | 80円   |
| 市バス                   | 市バス                   | 80円   |

以下の場合に乗り継ぎ割引が受けられる。割引額は右表の通りである。
- 1乗車目と2乗車目の間が90分以内（鉄道は入場時〈自動券売機で乗車券を購入した場合は購入時、精算の場合は精算時〉に、バスは精算時に判定される。ただし名鉄バスの2乗車目は乗車時）
- 1乗車目の運賃全額をトランパスから支払う（名鉄ではトランパスで購入した普通乗車券併用の精算であっても無効）
- 1枚のカードを複数人で利用した場合は対象外となる
- リニモは割引がない
- SFパノラマカードであってもユリカであってもあおなみカードであっても右の図のすべての割引が適用できる
- 2乗車目で乗り継ぎ割引となった場合、次は必ず1乗車目となる
- 名鉄の駅から地下鉄の駅まで、自動改札機もしくは連絡乗車券を購入した場合は、2乗車目の時は名鉄、1乗車目の時は地下鉄として同時に扱われる。その逆も同様である

共同運行区間：次の区間を共同運行区間として扱い、名鉄バスを市バスとして含める。
- 名鉄バスセンター・栄 - 三軒家
- 栄・名鉄バスセンター - 大治西条

但し逆の扱い（市バスを名鉄バスとして含める）は受けられないので注意が必要。
カード裏面に乗継情報が印字されるので、乗り継ぎ割引が受けられるか否かを確認することができる。
- ※Xと表示：条件を満たしていれば次回乗車で割引
- ※C（名鉄バス同士ではW）と表示：今回の乗車で割引
- ※■と表示：割引されない

## 特殊な取り扱い

### 払い戻し
トランパス対応カードは、発売額が2,000円以上のカードに限り利用可能社・局の駅の窓口で払い戻しの取り扱いを行っていた。残額から発売時に付けたプレミアム額（例：ユリカ5600なら600円）と手数料200円を差し引いた額を払い戻す。なお、発売額が500円と1,000円のカードは払い戻しできなかった。
manaca導入に伴って2011年2月11日より手数料無しでの払い戻しが開始された。払い戻しの期間は「当分の間」としており、明確な期間は決まっていない。ただし、プレミアム分が考慮され残額が全額返金されるわけではなく、カード残額×発売金額÷利用可能額が払い戻し金額となる。カードの発行社局は問わず払い戻しが可能である。
なお、カードの残額をそのままmanacaへ移し替えすることはできず、一旦払い戻し処理を行う必要がある。

### カードで引き換えた乗車券が不要になった場合
トランパス対応カードを自動券売機に挿入して乗車券に引き換えた後に当該乗車券が不要になった場合、現金では払い戻しの取り扱いができないため、引き換えた乗車券の金額をカードに戻してカードの再発行を行う（ただし手数料が必要）。

### 印字満杯
トランパス対応カードの裏面には乗降記録が印字されるが、1枚のカードに最大で43回までの乗降記録を印字することができる。それ以降も残額がある場合、44回目にあたる場所には印字満杯と印字され、そのカードでは自動改札機に投入することができなくなる。この場合、駅の自動券売機または窓口でカードの再発行を受けることで、印字満杯カードの残額が新しいカードに引き継がれ、再び残額分のカードを使用することができる。なおトランパス対応社局内なら、SFパノラマカード→ユリカ・あおなみカードといった引き換えもできる。

### 0円券
カードの残額と同じ運賃の区間を利用し、その後、乗り継ぐ場合、1乗車目でカードの残高は0円となるが、残高0円となったカードを使って、2乗車目で乗り継ぎ割引を受けることができる。
この場合、1乗車目でカードの残額は0円となるが、裏面には乗継有効と印字され、乗り継ぎ割引が有効である情報が記録された状態になる。これを、俗に0円券と呼ぶことがある。続いて、2乗車目に乗り継ぐ際には、駅の自動券売機で0円券を先に挿入し、他のトランパスまたは現金を追加することで乗り継ぎ割引が適用された運賃で乗車券を購入することができる。この取り扱いは地下鉄とあおなみ線など乗り継ぎ割引が適用される乗車方法すべてで有効である。ちなみに、乗り継ぎ割引が適用された後の0円券の裏面には、乗継有効の印字の下に、乗継完了と印字される。
こうしたことから、ちょうど印字満杯となる43回目の利用で、0円券となった場合、乗り継ぎ割引を利用すると、乗継完了の印字は、45回目に相当する欄に印字されることになる。これがカード裏面に印字できる最高回数である。

### トランパス非対応カード等との併用
敬老パスなどの地下鉄全線無料パスで名鉄線へ乗り越した場合、トランパス対応駅では当該乗車券とトランパス対応カードで名鉄線区間の運賃を支払うことができるが、トランパス未対応の駅の場合はカードを使用することができないので、全額現金での精算となる。なお、「（市バス・）地下鉄（共通）一日乗車券」や「ドニチエコきっぷ」など名鉄線では使えないカードで同線へ乗り越した場合、同線のトランパス未対応区間では同様に全額現金での精算となる。トランパス対応駅ではトランパスで精算出来るが、自動精算機で直接処理することは出来ないので有人窓口で、トランパス対応駅でかつ駅集中管理システムの導入された無人駅の場合は、自動精算機の横に設置されたインターホンで管理駅の係員に連絡し、管理駅から精算機の操作を受けた上で精算する。

### 再発行
磁気を帯びたものに近付けるなどしてカード内の磁気情報が乱れてしまった時や、折れ曲がるなどしてカードリーダーに通すことができなくなった場合は、裏面の残額がはっきりと判る場合のみ駅窓口に申し出ることでカードの再発行が受けられる。この場合、カードの表面に再発行したことを示す記号（［再］）が印字される。地下鉄では使用できないバス昼間割引ユリカでも駅窓口に申し出ることで再発行が受けられる（バス昼間割引ユリカは地下鉄駅のみの取り扱い）。使用できなくなったカードはカードの再発行と引き換えに回収され、返却されない。なお、無人駅ではカードの再発行ができないので、トランパス対応有人駅の改札窓口へ申し出るか、インターホンで下車駅の管理駅係員に問い合わせる必要がある。

## 沿革
2003年3月27日の上飯田連絡線開業に合わせ、1998年5月6日から発売されている名古屋市交通局のユリカの方式を名古屋鉄道が採用する形で、共通化された。
トランパスという愛称は、名古屋市交通局と名古屋鉄道が共同で公募して決定された。
名鉄は、2008年6月29日でトランパスの新規導入を終了した。
2012年2月29日をもって利用終了となった。

### 過去の利用可能線区
- 2003年3月27日 - 2006年3月31日
  - 名鉄バス - 春里線・西可児駅発着の路線（東濃鉄道に路線譲渡）
- 2003年3月27日 - 2006年9月30日
  - 桃花台新交通桃花台線（路線廃止）
- 2003年3月27日 - 2006年11月30日
  - 名鉄バス - 犬山駅・明治村・リトルワールド発着の路線と新鵜沼駅発着の路線（岐阜バスコミュニティへの路線譲渡、及び一部区間の路線廃止）
- 2006年10月1日 - 2008年6月30日
  - 名鉄西部観光バス - 国府宮駅発着の矢合線の一部廃止と祖父江線の全線廃止及び名鉄観光バス発足による矢合線存続区間が名鉄バスに復帰したことによるもの。

## 課題

### ICカード化
トランパス導入事業者である名古屋鉄道や名古屋市交通局から、2010年度中に、ICカード乗車券システムmanacaを導入することが発表された。同カードには、電子マネー機能が搭載される。その後、サービス開始は2011年2月11日と発表され、予定通り同日からサービスを開始した。
manacaの導入に先立ち、SFパノラマカード・ユリカ・あおなみカードのすべてが、2011年2月10日をもって発売終了、2012年2月29日をもって利用終了となった。
トランパス導入事業者のうち、名鉄東部交通、名鉄バス東部、愛知高速交通ではmanacaの導入を見送った。愛知高速交通については2011年2月1日から普通回数券の販売を開始し、その後同年5月15日より、トランパスと同等のプレミアムが付与される「リニモカード」（2,000円券・3,000円券・5,000円券の3種。プレミアムの付かない1,000円券は従来より発売）の発売を開始した。

### 共通利用範囲の拡大
Suica・PASMO、ICOCA・PiTaPaの普及・導入やこれらシステムの相互運用実施も進捗していること、2009年3月26日には国土交通省中部運輸局長が、中部圏でのICカードについて、鉄道各社間での相互利用を促進するように表明していることなどから、現在相互利用サービスが提供されていないJR東海及び近鉄と共通利用できるシステムの導入が検討されている。
名古屋市交通局は、manaca導入後の2012年度を目標に、TOICA及びSuicaとの相互利用サービスの実施の検討を開始したことが発表されている。このうち、TOICAについては2012年4月21日から相互利用が開始され、Suicaとの相互利用は後述の通り2013年3月23日から開始されている。
また近鉄についても、名古屋市がJR東海と同様に相互利用できるシステムにしたいと述べているほか、近鉄自身も「前向きに研究している」と報道されている。
さらに2010年12月20日に、Kitaca、PASMO、Suica、manaca、TOICA、PiTaPa、ICOCA、はやかけん、nimoca、SUGOCAの相互利用サービス（電子マネーサービスはPiTaPaを除く）について、2013年（平成25年）春の実現を目標に検討を開始したとの発表があり、目標通り2013年3月23日から相互利用サービスが開始された。